# De Ouderkerkermolen
De Ouderkerkermolen – wiatrak w miejscowości Aldtsjerk, w gminie Tietjerksteradeel, w prowincji Fryzja, w Holandii. Młyn został wzniesiony w 1864 r. 13 marca 1955 r. uległ poważnemu uszkodzeniu w wyniku sztormu, by po ośmiu latach zostać w pełni zreperowanym. W 1975 r. wiatrak został ponownie wyremontowany. Wiatrak posiada jednopiętrową podstawę i 4 skrzydła o długości 15,68 m.